# Modaler Mineralbestand
Als modaler Mineralbestand eines Gesteins wird das relative Verhältnis der in ihm auftretenden Minerale bezeichnet. Er wird gewöhnlich in Volumenprozent (Vol.-%) angegeben, seltener in Gewichtsprozent (Gew.-%). Der modale Mineralbestand ist eine beschreibende petrographische Kenngröße eines Gesteins und wird durch mikroskopisches Auszählen von Gesteinsdünnschliffen mit Hilfe eines Punktzählwerks ermittelt. Eine Abschätzung kann auch schon durch Betrachtung eines Handstücks mit Hilfe einer Handlupe im Gelände erfolgen, wobei die Untersuchung an einer frischen Bruchstelle ohne Verwitterungseinflüsse erfolgen sollte. Im Gegensatz zum normativen Mineralbestand ist der modale Mineralbestand eine reelle Eigenschaft eines Gesteins und bezieht sich auf die tatsächlich in ihm auftretenden Minerale.
Für viele Gesteinsarten, insbesondere für grobkörnige magmatische Gesteine, aber auch für zahlreiche Gesteine metamorphen und sedimentären Ursprungs, ist der modale Mineralbestand ein wichtiges Kriterium zur Klassifikation z. B. im Streckeisendiagramm.